# فرودگاه شهری لیما آلن
فرودگاه شهری لیما آلن (به انگلیسی: Lima Allen County Airport) یک فرودگاه همگانی بهره‌برداری هوایی با کد یاتا AOH است که یک باند فرود آسفالت دارد و طول باند آن ۱۸۲۹ متر است. این فرودگاه در کشور ایالات متحده آمریکا قرار دارد و در ارتفاع ۲۹۷ متری از سطح دریا واقع شده‌است.